# Otus capnodes
Otus capnodes (лат.) — вид птиц рода совок семейства совиных. Подвидов не выделяют.

## Описание
Есть две морфы: одна тёмно-коричневая, а другая красновато-коричневая.

## Образ жизни
Данных о рационе, методах охоты и биологии размножения нет.

## Вымирание
31 образец был застрелен с 1884 по 1886 год. В 1906 и 1907 годах ни одного экземпляра найти не удалось. В 1959 году поиск английского орнитолога Константина Уолтера Бенсона не увенчался успехом. В июне 1992 года этот вид был заново открыт на участке леса недалеко от Лингони. Данный вид обитает только на очень небольшой лесной территории площадью 120 км², которая находится под угрозой из-за сельскохозяйственного использования, вырубки лесов и добычи древесного угля.